# Cưỡng bức tình dục ở động vật
Cưỡng bức tình dục giữa các loài động vật là việc sử dụng bạo lực, đe dọa, quấy rối và các chiến thuật khác để giúp chúng giao cấu một cách cưỡng ép. Hành vi như vậy đã được so sánh với tấn công tình dục, bao gồm cả hiếp dâm giữa con người.
Trong thế giới tự nhiên, con đực và con cái thường có những đặc tính khác nhau trong điều kiện thuận lợi nhất về khả năng sinh sản. Những con đực thường thích tối đa hóa số lượng con cái của chúng cũng như số lượng bạn tình của chúng; mặt khác, con cái có xu hướng quan tâm đến con non nhiều hơn và có ít bạn tình hơn. Do đó, thường có nhiều con đực hơn để giao phối vào một thời điểm nhất định, khiến con cái trở thành một nguồn lực hạn chế. Điều này khiến con đực phát triển các hành vi giao phối hung hăng có thể giúp chúng có được bạn tình.
Cưỡng bức tình dục đã được quan sát thấy ở nhiều loài, bao gồm động vật có vú, chim, côn trùng và cá. Mặc dù cưỡng bức tình dục giúp tăng cường thể lực của con đực, nhưng đối với con cái thường gây hao tổn thể lực rất lớn. Cưỡng ép tình dục đã được quan sát là có gây ra hậu quả, chẳng hạn như đồng tiến hoá liên giới tính (intersexual coevolution), hình thành loài và dị hình giới tính.

## Thích ứng của giống đực

### Quấy rối / gây hấn
Quấy rối là một kỹ thuật được sử dụng bởi con đực của nhiều loài để buộc con cái phải phục tùng giao phối. Hành vi này đã được quan sát thấy ở nhiều loài, bao gồm động vật có vú, chim, côn trùng và cá. Sự hung hăng và quấy rối đã được ghi nhận ở cá bảy màu đực (Poecilia reticulata), cá heo mũi chai (Tursiops aduncus), cá heo Boto (Inia geoffrensis), cá heo đen (Lagenorhynchus obscurus), cá heo Hector (Cephalorhynchus hectori), gấu xám, gấu bắc cực và động vật móng guốc. Nó cũng được nhìn thấy ở cá hồi Chinook (Oncorhynchus tshawytscha), sa giông phương Đông (Notophthalmus viridescens) và bọ cánh cứng ăn hạt (Neacoryphus spp.). Hơn nữa, việc này phổ biến ở khỉ nhện, khỉ khổng lồ Barbary hoang dã (Macaca sylvanus) và nhiều loài linh trưởng khác.
Về cơ bản, tất cả các đơn vị phân loại linh trưởng chính, sự hung hăng được thể hiện bởi những con đực thống trị khi chăn dắt những con cái và giữ chúng tránh xa những con đực khác. Ở khỉ đầu chó hamadryas, con đực thường cắn cổ con cái và đe dọa chúng. Tinh tinh hoang dã có thể lao vào con cái, lắc cành cây, đánh, tát, đá, đập, kéo và cắn chúng. Đười ươi là một trong những loài động vật có vú mạnh mẽ nhất. Đười ươi Bornean (Pongo pygmaeus) thể hiện sự hung hãn trong gần 90% các cuộc giao phối của chúng, kể cả khi con cái không kháng cự. Một lời giải thích khả dĩ cho những hành vi hung dữ ở các loài linh trưởng là đó là cách để con đực huấn luyện con cái sợ chúng và có nhiều khả năng đầu hàng trước những tiến bộ về giới tính trong tương lai.

### Đe dọa
Con đực cũng có thể sử dụng nhiều kỹ thuật gián tiếp hơn để giao phối với con cái, chẳng hạn như đe dọa. Trong khi hầu hết các loài gọng vó cái (thuộc họ Gerridae) đều để lộ cơ quan sinh dục, thì những con cái thuộc loài gọng vó Gerris gracilicornis đã phát triển thành một tấm chắn nhằm che bộ phận sinh dục của chúng. Do đó, con đực không thể cưỡng bức con cái vì giao phối rất khó trừ khi con cái để lộ cơ quan sinh dục của chúng. Do đó, con đực đe dọa con cái giao phối bằng cách thu hút những kẻ săn mồi; chúng làm cho mặt nước lay động và tạo ra những gợn sóng thu hút sự chú ý của các loài cá săn mồi. Từ đó, con cái có lợi nhất để giao phối và càng nhanh càng tốt, để tránh bị ăn thịt bởi những kẻ săn mồi. Vị trí giao phối điển hình của những con gọng vó cái thường ở phía dưới con đực, gần động vật ăn thịt hơn, vì vậy nguy cơ bị chúng ăn thịt cao hơn nhiều. Con cái không thể giao cấu để khiến con đực ngừng phát tín hiệu tới động vật ăn thịt.
Một hình thức cưỡng bức tình dục gián tiếp khác xảy ra ở rắn lục đuôi đỏ, Thamnophis sirtalis parietalis. Khi con đực "tán tỉnh" con cái, chúng hướng cơ thể của mình lên phía con cái và tạo ra sóng caudocephalic, là một loạt các cơn co thắt cơ truyền qua cơ thể chúng từ đuôi đến đầu. Lý do chính xác cho hành vi này là không rõ, nhưng một số nghiên cứu cho thấy rằng nó liên quan đến căng thẳng. Con cái có các túi khí không hô hấp chứa không khí thiếu khí và việc vẫy đuôi đẩy không khí này vào phổi. TSự căng thẳng kết quả làm cho lỗ huyệt của con cái mở ra và hỗ trợ con đực đưa bán dương vật của nó vào. Sóng caudocephalic càng mạnh và thường xuyên hơn và càng gần lỗ huyệt của con đực với con cái, thì con đực càng có khả năng giao phối thành công.